# Svper
Svper, abans coneguts com a Pegasvs, és un grup de música liderat per l'asturià Sergio Pérez García i l'argentina Luciana Della Villa. Van sortir a la superfície el 2011 amb tres versions de demostració penjades al seu Soundcloud i un videoclip, El final de la noche, realitzat per Canadà, considerats per diversos mitjans una de les grans revelacions del 2012. Al disc de debut, Pegasvs (2012), el duo s'agafa a les arrels del krautrock alemany dels anys setanta i al pop, fet amb sintetitzadors analògics.